# 松讷博恩
松讷博恩（德語：Sonneborn）是德国图林根州的市镇，隶属于哥达县。总面积为16.47平方千米，截至2023年12月31日总人口为1,211人。